# Науклер, Иоганн

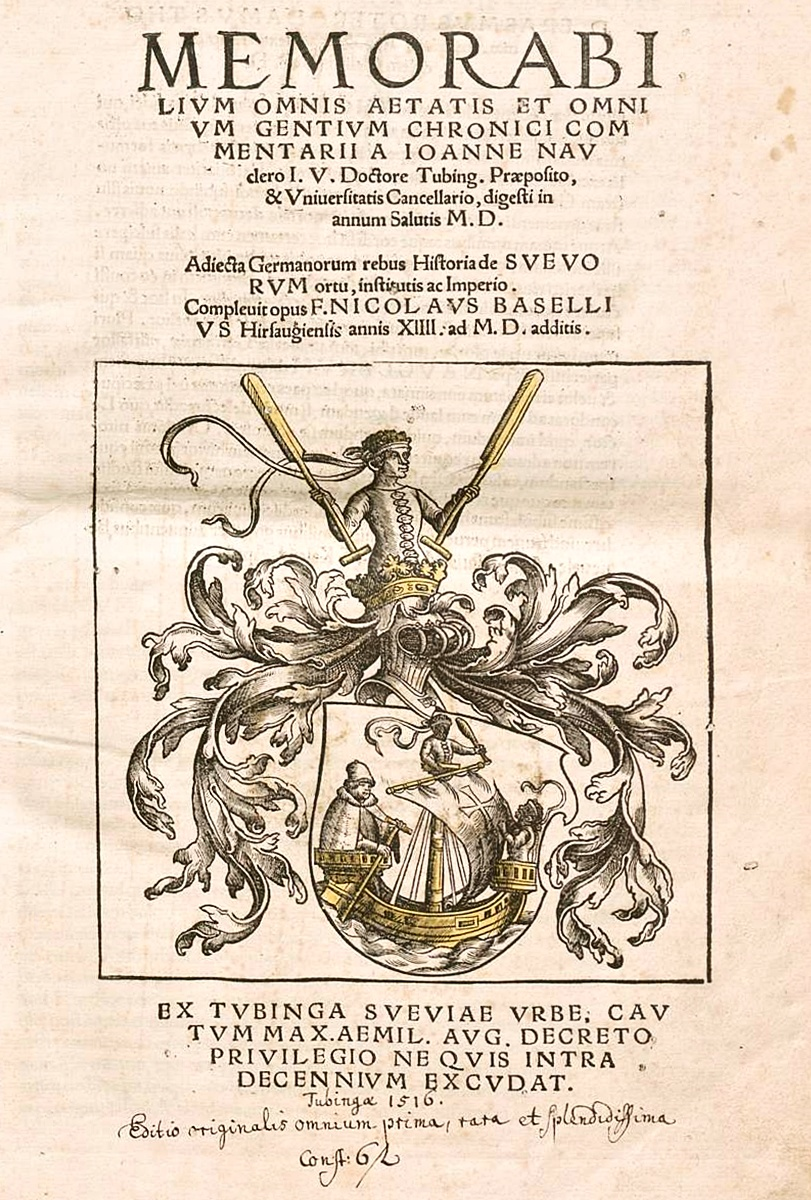
Титульный лист тюбингенского издания хроники Иоганна Науклера (1516)

Иоганн Науклер, урожд. Иоганн фон Фергенханс (нем. Johann von Vergenhans, или Naucler, Naukler, лат. Johannes Nauclerus; между 1425 и 1430 — 5 января 1510, Тюбинген) — немецкий (швабский) учёный-гуманист, историк, правовед,  богослов и педагог, фактический основатель и первый ректор Тюбингенского университета, автор «Хроники памятных событий из истории всех эпох и всех наций» (лат. Memorabilium omnis aetatis et omnium gentium chronici commentarii). 

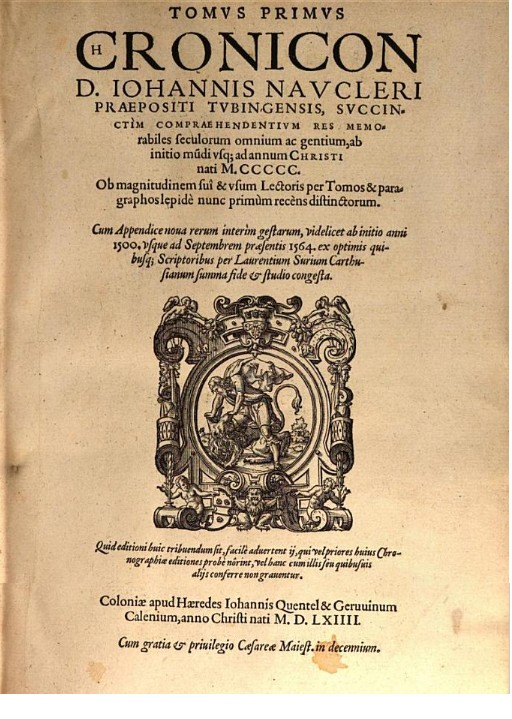
Титульный лист кёльнского издания хроники Иоганна Науклера (1564)

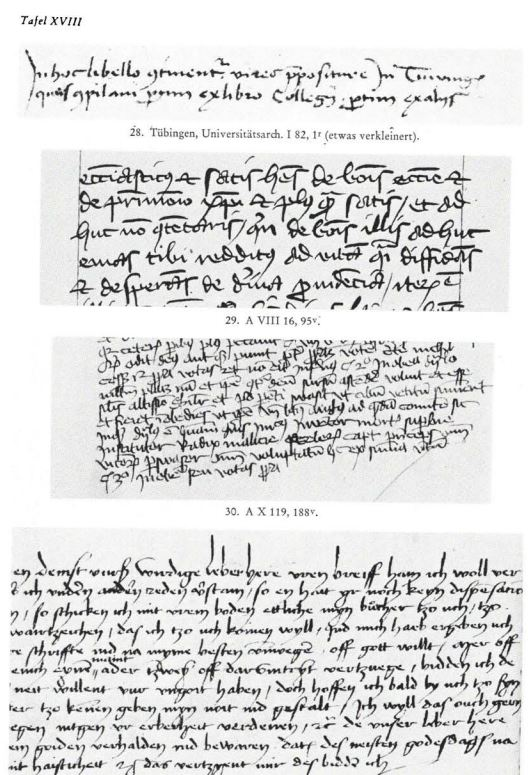
Автограф Иоганна Науклера из архива Тюбингенского университета

## Биография
Родился около 1425 или 1430 года близ Тюбингена в семье Иоганна фон Фергенханса Старшего, возможно, принадлежавшего к рыцарскому сословию, министериала графа Вюртембергского-Урахского Людвига I и его сыновей Людвига II и Эберхарда V Бородатого. Согласно тогдашней практике, родовая фамилия его Vergenhans, т. е. «паромщик», была латинизирована и превратилась в Nauclerus (др.-греч. ναύκληρος), что значит «шкипер», а на его родовом гербе появилось изображение человека на парусном корабле.
В 1450 году впервые упоминается в документах в качестве домашнего учителя юного сына графа Людвига I — Эберхарда, близкие отношения с которым поддерживал вплоть до самой его смерти в феврале 1496 года. Возможно, учился в одном из университетов Италии, в 1458 году стал магистром канонического права. В 1459 году по поручению аббата Хирзау встречался в Мантуе с папой Пием II (ум. 1464).
В 1461—1464 годах был настоятелем церкви в Вайль-дер-Штадте. В 1462 году получил степень доктора канонического права (лат. decretorum doctor). С 1464 по 1465 год преподавал богословие в Базельском университете. В 1466 году снова посетил Рим, встретившись с папой Павлом II, после чего получил приход коллегиальной церкви Св. Креста в Штутгарте, а в 1467-м участвовал в посольстве к герцогу Бургундскому Карлу Смелому в Перонн. В 1472 году стал каноником и хористом аббатства в Зиндельфингене (Баден-Вюртемберг), распущенного в 1476 году графом Эберхардом с целью использования его доходов и владений для создания в Тюбингене нового университета.
В 1477 году стал первым ректором основанного в том же году Тюбингенского университета, затем его проректором. Составил первую университетскую конституцию по образцу конституции университета Базеля. С 1479 года, в течение трёх лет, управлял приходом Тюбингенской университетской церкви Св. Георгия. Заручившись поддержкой номинального учредителя университета графа Эберхарда V, в течение многих лет, с 1482 по 1509 год, возглавлял университетскую администрацию в должности канцлера, пригласив для преподавания известных педагогов, в частности, теолога Иоганна Хейнлина, поэта и филолога-классика Генриха Бебеля и философа и филолога-гебраиста Иоганна Рейхлина.
Будучи доверенным лицом графа Вюртемберга Эберхарда Бородатого, в 1482 году сопровождал его в поездке в Рим и Флоренцию, где, вероятно, общался с Марсилио Фичино. После того, как 30 сентября 1482 года скончался пробст Тюбингена Иоганн Теген, был избран его преемником, а позже возглавлял капитул в Вормсе.
С 1480 по 1495 год являлся советником Эберхарда V по важнейшим вопросам церковной и светской политики графства, в 1496 году получившего статус герцогства. Способствовал заключению 14 декабря 1482 года Мюнсингенского договора, оформившего государственное единство Вюртемберга, а в 1488 году сопровождал Эберхарда в поездке на рейхстаг в Майнце. С 21 января по 4 февраля 1483 года исполнял обязанности папского нунция. В 1502 году вступил в должность судьи Швабской лиги, которую занимал до выхода из неё Вюртемберга.
После своей смерти 5 января 1510 года завещал своему детищу, Тюбингенскому университету, солидную сумму в 1000 гульденов. Сохранилась эпитафия на его могиле в Тюбингенской университетской церкви.

## Семья
Имел младшего брата Людвига фон Вергенханса, ставшего позже пробстом в Штутгарте и канцлером графства Вюртемберг. Помимо него, имел ещё одного брата Иоганна и сестру Марию Доротею. Имел также, как минимум, двух сыновей, один из которых также носил имя Иоганн, имя второго неизвестно.

## Сочинения
Основным историческим трудом Иоганна Науклера является «Хроника памятных событий из истории всех эпох и всех наций с комментариями» (лат. Memorabilium omnis aetatis et omnium gentium chronici commentarii), или «Всемирная хроника» (нем. Die Weltchronik), составленная в 1498—1504 годах на латыни по инициативе императора Священной Римской империи Максимилиана I.
Излагая события всемирной истории от сотворения мира до 1501 года, Науклер, вопреки тогдашней традиции, не подразделяет их на «эпохи» (лат. aetates) и «царства» (лат. regna), а выстраивает в соответствии с шестью возрастами человечества, давая периодизацию по поколениям, которых насчитывает 113. В его хронике описываются события как библейской истории, в частности, строительство Вавилонской башни, так и греческой мифологии, включая Троянскую войну. Из исторических событий новейшей для хрониста истории заслуживают внимания описание им сожжения во Флоренции в 1498 году Джироламо Савонаролы, первой (1494—1496) и второй (1499—1504) итальянских войн, Швабской войны (1499), войны за ландсхутское наследство (1503—1505) и др.
Подобно другим историкам-гуманистам, Науклер использовал в своём сочинении немало писем и архивных документов, не считая множества нарративных источников, которые не всегда можно идентифицировать, поскольку некоторые из них не сохранились и известны лишь по упоминанию их в тексте хроники. Среди известных можно назвать «Всемирную хронику» Германа из Райхенау (1054), «Всеобщую хронику» Эккехарда из Ауры (1125), сочинения Оттона Фрейзингенского (сер. XII в.) и его продолжателя Оттона Санкт-Блазиенского (ум. 1223), хронику Бурхарда из Урсберга (1229), «Хронику пап и императоров» Мартина Поляка (1278), хронику Матиаса из Нойенбурга (сер. XIV в.), «Всемирную хронику» Якоба Твингера из Кёнигсхофена (1420), «Швабскую хронику» Томаса Лирера (1486), «Нюрнбергскую хронику» Хартмана Шеделя (1493), «Саксонскую» и «Брауншвейгскую хронику» Германа Боте (1490-е гг.) и др.
Обстоятельная и подробная, фактологически довольно точная и объективная в оценках событий, отчасти новаторская в плане методологии и подбора источников, «Всемирная хроника» Науклера удостоена была похвальных отзывов не только от филологов Иоганна Рейхлина и Фейта Винсхайма, теологов Томаса Мурнера и Филиппа Меланхтона, но и от самого «князя гуманистов» Эразма Роттердармского. Она была, в частности, использована известным фламандским географом и картографом второй половины XVI века Абрахамом Ортелием в переложении историка Франциска Иреникуса. Современники и потомки заслуженно удостоили этот памятник немецкой историографии эпитетом «великой книги Тюбингена».
Несмотря на то, что один из исследователей хроники Науклера Пауль Йоахимсен считал, что именно она заложила основы «критического гуманизма» в немецкой историографии, «гуманистическим» этот труд следует признать скорее по форме, чем по содержанию, поскольку для Науклера ещё характерно некритическое использование источников, нередко трактуемых с позиций имперского национализма. Так, занимая рационалистическую позицию в трактовке происхождения франков от троянцев, он ссылается на опубликованную в 1498 году итальянским монахом Аннио да Витербо поддельную рукопись вавилонского историка Бероса, пытаясь доказать происхождение германских племён от вымышленного четвёртого сына Ноя Туисто и беззастенчиво утверждая, что германцы являются «древнейшим народом на Земле», которым сам бог дал власть над миром (лат. monarchiam mundi), «первыми насельниками своей страны» (лат. sunt indigenae), «лучшей на свете», наиболее благодатной частью которой является родная автору Швабия.
Важнейшей целью и заслугой германской нации Науклер считает сохранение христианского универсализма через воссоздание Священной Римской империи.
Высоко оценивая труд Науклера и отмечая его методологические достоинства, современный немецкий историк Вернер Гоец называет его «старейшим представителем ренессансной историографии к северу от Альп».
Из других сочинений Иоганна Науклера известен «Весьма полезный трактат о симонии» (лат. Tractatus de symonia perutilis, 1500), в котором он, в духе своего времени, выступает против этой укоренившейся в деятельности современной ему католической церкви предосудительной практики, но не решается осудить за неё папство, ограничившись мягкой критикой.

## Рукописи и издания
«Всемирная хроника» Иоганна Науклера была опубликована посмертно в 1516 году в Тюбингене в типографии Томаса Ансельма издателем и хронистом Николаусом Базелием, дополнившим её сообщениями до 1513 года, с предисловием Иоганна Ройхлина. Быстро завоевав популярность, она только с 1544 по 1675 год выдержала семь переизданий. В 1534 году она была частично переведена на немецкий язык лютеранским теологом и реформатором Николаусом фон Амсдорфом.
Все рукописи «Всемирной хроники» Иоганна Науклера представляют собой поздние копии и хранятся в Берлинской государственной библиотеке, библиотеке Фрайбургского университета и др. собраниях. Сохранившиеся экземпляры первого издания хроники 1516 года находятся в Баварской государственной библиотеке (Мюнхен), а также библиотеках Оксфордского, Кембриджского, Йельского университета, университета Саламанки, библиотеки Хендрика Консианса (Антверпен) и Института Лео Бека (Нью-Йорк).

## Память
В память о нём в Тюбингене названа улица Науклерштрассе (нем. Nauklerstraße).

## Публикации
- Johannes Nauclerus. Memorabilium omnis aetatis et omnium chronici commentarii, 2 volumes. — Tubingae: Editum Thomae Anshelmi Badensis, 1516.